# Gazapizm
Gazapizm (* 20. Juli 1988 in Elazığ; bürgerlich Anıl Murat Acar) ist ein türkischer Rapper und Songwriter.

## Leben und Karriere
Gazapizm wurde in Elazığ geboren. Sein Vater ist Kurde und seine Mutter Türkin. Beide sind Lehrer. Er selbst studierte an der Dokuz Eylül Üniversitesi in İzmir.
Er begann 2003 mit türkischer Rap-Musik. 2012 gründete er Argo İzmir in Konak. Im Jahr 2016 veröffentlichte er sein drittes Studioalbum Bir Gün Her Şey. Später nahm er in İzmir Musikvideos zu den Liedern Gece Sabahın und Memleketsiz auf.
Sein Lied Heyecanı Yok wurde in der Fernsehserie Çukur verwendet und wurde der musikalische Durchbruch für Gazapizm. Es wurde im Jahr 2018 mit einem Altın Kelebek Award in der Kategorie "Song des Jahres" ausgezeichnet. Das Lied fiel mit einer Zeit zusammen, in der Rap in türkischen Dramen sichtbarer und einflussreicher war. Später sang Gazapizm mit Cem Adrian für dieselbe Serie das Lied Kalbim Çukurda. Sein Song Unutulacak Dünler gehörte 2020 in der Türkei zu den meistgehörten Songs. Der Song Sağı Solu Kes wurde ebenfalls ein Hit.

## Diskografie

### Alben
- 2009: Majör Depresyon
- 2014: Yeraltı Edebiyatı
- 2016: Bir Gün Her Şey
- 2020: Hiza
- 2024: Dönmek için Eve

### EPs
- 2019: Karanfil (Live in İzmir) (feat. Tepecik Filarmoni Orkestrası)

### Singles
| - 2014: Kafam Karışıyor - 2014: Yeraltı Edebiyatı - 2015: Sanki Bir Halkın - 2016: Gece Sabahın - 2017: Memleketsiz - 2017: Zanı (mit Cash Flow, Boykot & ZEZE) - 2017: Pusula (mit Cash Flow & Esat Bargun) - 2017: İsminizi İstiyorlar - 2017: Heyecanı Yok - 2018: Kayıp (mit Cem Adrian) - 2018: Kalbim Çukurda (mit Cem Adrian) - 2018: Ölüler Dirilerden Çalacak - 2018: Alem-i Fani (mit Gripin) - 2019: Kaç İstersen (mit Narkoz, Çağrı Sinci & Deniz Sungur) | - 2020: Sağı Solu Kes - 2020: Unutulacak Dünler - 2020: Pisliğin Üstüne Basmışlar - 2020: Perişan (mit Gaye Su Akyol) - 2020: Yol - 2020: Bu Rüya Benim - 2020: Yaşanırsa Diye (mit Cem Adrian) - 2021: Baskın (mit DJ Sivo & Ceza) - 2022: Dünya Bu - 2022: İzaf - 2022: Olur Mu (mit Melike Şahin) - 2023: Yine Edemedik Dans - 2024: Af |

### Gastbeiträge
- 2013: Argo (mit Cash Flow & Monoman)
- 2013: Salgın (mit Kodes)
- 2013: Bak İşine (mit Çağrı Sinci & SvA)
- 2014: Yanlış Zaman Yanlış Yer (mit Çağrı Sinci & Ados)
- 2014: Sonu Yok (mit Çağrı Sinci & Zorba)
- 2016: Korkçak Bişey Yok (mit Çağrı Sinci)
- 2022: Bam Bam (mit Korhan Futacı)
- 2022: Aklımda Çocukluğum (mit Serin Karataş)
- 2022: Gözüm Arkada Kalır (mit Heijan)

## Auszeichnungen

### Gewonnen
- 2018: Altın Kelebek Award in der Kategorie „Song des Jahres“[6]
- 2018: GQ Türkiye Men of The Year Ödülleri in der Kategorie „Musiker des Jahres“[7]